# Karsten Kolbe

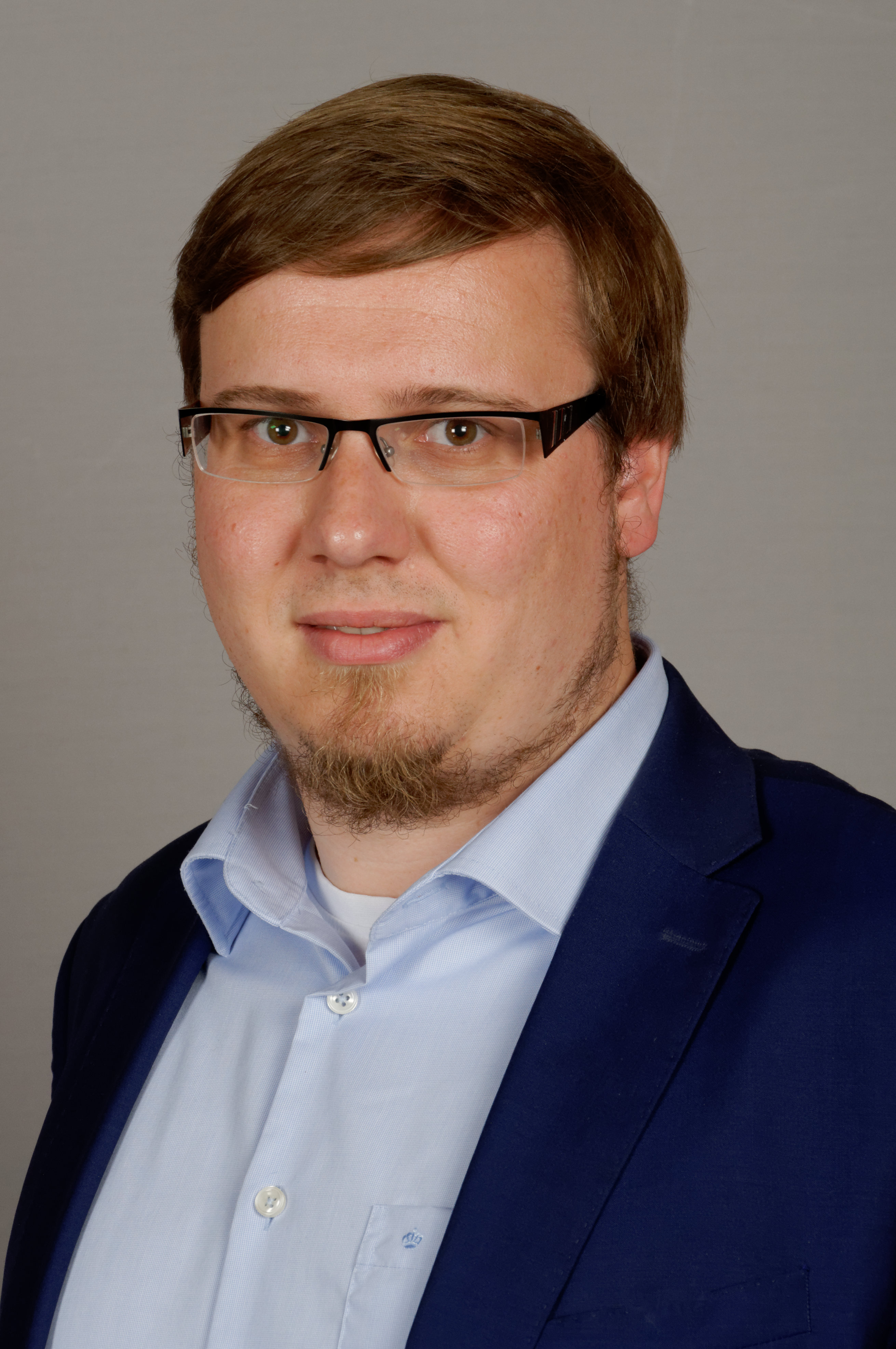
Karsten Kolbe 2017

Karsten Kolbe (* 29. Januar 1987 in Bergen auf Rügen) ist ein deutscher Politologe und Politiker. Er ist gewählter Abgeordneter im Landtag von Mecklenburg-Vorpommern (Die Linke).

## Politik
Kolbe hatte von 2009 bis 2019 ein Mandat in der Bürgerschaft von Rostock inne, von 2014 bis 2019 bekleidete er das Amt des 1. Stellvertretenden Vorsitzenden seiner Fraktion. Zudem ist er seit 2014 Vorsitzender des Ausschusses für Schule, Hochschule und Sport der Hanse- und Universitätsstadt Rostock. Bei der Landtagswahl in Mecklenburg-Vorpommern 2016 erhielt er einen Sitz über die Landesliste seiner Partei. Im Landtag ist er zuständig für die Bereiche Hochschul- und Wissenschaftspolitik, Sportpolitik und Europapolitik. Er ist Obmann seiner Fraktion im Bildungsausschuss.